# بازارچه API
بازارچه API یک بازارچه دیجیتالی است که APIهای مورد نیاز کسب و کارهای مختلف را در یک محل جمع‌آوری می‌کند تا آن کسب و کارها بتوانند با جستجو و انتخاب آن‌ها، نیازهای خود را از یک محل تامین کنند. در واقع بازارچه‌های API  به عنوان یک پلتفرم ارائه محصول بین ارائه‌دهندگان API و دریافت‌کنندگان خدمات قرار می‌گیرد.
این موضوع به کسب و کارها کمک می کند در وقت و هزینه خود صرفه جویی کرده و کارایی آن‌ها را بهبود می‌بخشد. مانند هر بازارچه‌ای، بازارچه API از دو بخش اصلی تشکیل می‌شود، ارائه‌دهندگان (فروشندگان) API و دریافت‌کنندگان (خریداران) API.

### ارائه‌دهندگان API
ارائه‌دهندگان API می‌توانند با قرار دادن لیست سرویس‌های خود در بازارچه و پس از تایید آن‌ها، محصولات خود را برای فروش عرضه کنند. مزیت اصلی بازارچه  API برای ارائه‌دهندگان کاهش هزینه‌ها و صرفه‌جویی در زمان است. ارائه APIها در بازارچه نیاز به ایجاد یک فروشگاه و بازاریابی محصولات را از بین می‌برد. این موضوع به خصوص برای تیم‌های کوچک‌تر که امکان تامین این هزینه‌ها را ندارند، بسیار مفید است.

### دریافت‌کنندگان API
دریافت‌کنندگان APIها به طور معمول توسعه‌دهندگانی هستند که یک یا چند محصول دیجیتالی را برای یک کسب و کار توسعه می‌دهند. در فرایند طراحی و توسعه یک اپلیکیشن دیجیتالی از APIهای مختلفی استفاده می‌شود که در حالت عادی توسعه‌دهنده باید هر کدام از آن‌ها را از منبع مختلفی تهیه کند. امابازارچه API با ایجاد یک پل ارتباطی بین ارائه‌دهندگان و توسعه‌دهندگان، امکان تامین APIها از یک محل را فراهم می‌کنند.

### معایب بازارچه‌های API
مانند هر بازارچه دیگری، بازارچه‌های API تابع قوانینی هستند که ارائه‌کنندگان را ملزم به رعایت آن‌ها می‌کنند. بسته به کشوری که بازارچه در آن حضور دارد، این قوانین متفاوت است و این موضوع می‌تواند محدودیت‌هایی را برای ارائه‌دهندگان و دریافت‌کنندگان ایجاد کند. علاوه بر این، کنترل بازارچه بر روی APIها باعث می‌شود نگرانی‌هایی در خصوص مونوپلی بازار APIها وجود داشته باشد. در صورت گسترده شدن این بازارها، بعید نیست شرکت‌های بزرگ با خرید بازارچه‌ها یا ایجاد بازارچه‌های خود، امکان رقابت را کاهش داده و توسعه‌دهنده‌ها را مجبور کنند APIهای خود را تنها از طریق پلتفرم آن‌ها منتشر کنند.

### نمونه‌های موفق بازارچه‌های API

#### IFTTT
IFTTT با حدود 18 میلیون کاربر در سال 2020 میلادی یکی از پربازدیدترین بازارچه‌های API به شمار می‌رود. تمرکز IFTTT بر روی ارائه APIهای اتوماسیون کسب و کار است.

#### Zapier
Zapier با حدود سه میلیون کاربر در سال 2020 میلادی دیگر بازارچه API است که بر روی ارائه APIهای اتوماسیون کسب و کار تمرکز کرده است.

#### Mulesoft
Mulesoft یکی از بازارچه‌های API است که تمرکز خود را بر روی ارائه راه‌حل های کسب و کار و APIهای مالی و خدماتی گذاشته است.